# Leroy Edwards
Leroy Harry Edwards, detto Cowboy (Crawfordsville, 11 aprile 1914 – Lawrence, 25 agosto 1971), è stato un cestista statunitense, professionista nella NBL.

## Palmarès
- 2 volte campione NBL (1941, 1942)
- 3 volte NBL MVP (1938, 1939, 1940)
- 3 volte miglior marcatore NBL (1938, 1939, 1940) (record)
- All-NBL Team: 8 (record)

First Team (1938, 1939, 1940, 1941, 1942, 1945) (record condiviso con Bobby McDermott)
Second Team (1943, 1946)
- 2 volte All Tournament Team WPBT (1939, 1940)